# Antró
Antró (en grec antic Αντρών), és el nom d'una antiga ciutat de Tessàlia, al districte de Ftiotis, a l'entrada del golf Malíac al davant de la ciutat d'Oreos, a l'illa d'Eubea. Homer, al "Catàleg de les naus" de la Ilíada, diu que era una de les possessions de Protesilau, i els seus habitants van anar amb ell a la guerra de Troia. També se'n parla a l'Himne homèric a Demèter, on se la qualifica de "rocosa" i es diu que tenia la protecció de la deessa.
La va comprar Filip II de Macedònia, i els romans la van ocupar quan feien la guerra contra Perseu. Probablement va deure la seva llarga existència a la composició de les seves roques, d'on s'extreien les millors rodes de molí de tot Grècia. Segurament per això l'Himne a Demèter l'anomenava πετρήεις ("petréis", rocosa).